# Gé Korsten
Gerhard (Gé) Korsten (Schiedam, Nederland, 6 december 1927 - Wildernis, Zuid-Afrika, 29 september 1999) was een Zuid-Afrikaanse zanger van Nederlandse afkomst. Hij heeft met zijn muziek en films een grote stempel op de Afrikaanstalige cultuur gedrukt. Vandaag nog wordt zijn lied Liefling bij rugbywedstrijden in Bloemfontein en Pretoria gespeeld. Ook was hij beroemd om zijn Nederlandse accent.

## Biografie
Korsten werd op 6 december 1927 in Schiedam, Nederland geboren. Hij was de jongste van acht kinderen en is op negenjarige leeftijd (in 1936) samen met zijn ouders naar Zuid-Afrika geëmigreerd. Daar ging de familie Korsten in Johannesburg-Noord wonen en Gé ging naar school aan de Highlands Hoër Skool. Tijdens zijn middelbare school begon hij zijn loopbaan als operazanger en 20-jarige leeftijd was hij al lid van de koren van de SAUK. In 1952 deed hij een stemopleiding bij de South African College of Music in Kaapstad, dat onder leiding stond van Adelheid Armhold.
Op 5 januari 1952 trouwde hij in de NG Kerk Johannesburg-Noord met Elna Burger, dochter van ds. Attie Burger, die ook het huwelijk sloot. De vader van Gé, Kor Korsten, was de bouwaannemer van het kerkgebouw aan Oaklandslaan 17, in de Johannesburgse wijk Norwood, waarvan dominee Burger de eerste hoeksteen op 17 juni 1950 gelegd had. Het kerkgebouw werd op 18 februari 1951 ingewijd.
In 1955 verhuisde Gé Korsten naar Pretoria waar hij een nieuwe muziekopleiding ontving, die onder leiding van Albrecht Lewald stond. Korsten was in hetzelfde jaar ook een van de stichters van de Pretoria-operagroep. Zijn operadebuut maakte hij in 1956 als Canio in Pagliacci. In 1962 werd er een overzeese studiebeurs aan hom toegekend, waarna hij in 1963 in Europa onder leiding van Judith Hellwig een verdere opleiding ontving. Ook kreeg hij de gelegenheid om opera's in steden zoals Wenen en München te spelen. Een tijd lang runde Gé Korsten een installateursbedrijf in Pretoria, maar hij verkocht zijn belang in het bedrijf in 1970 om zich volledig aan muziek te wijden. In 1976 won hij de Nederburgprys vir Opera voor zijn hoofdrol in Andrea Chénier.
Korsten begon in 1965 ook met het maken van Afrikaanstalige popmuziek (vergelijkbaar met Nederpop) toen hij zijn eerste langspeelplaat Gé Korsten Sing uit die Hart uitbracht. In 1966 bracht hij nog vier langspeelplaten uit. Zijn filmdebuut maakte hij in 1967 in Kruger Miljoene. Later dat jaar vertolkte hij ook de hoofdrol in de zeer populaire film Hoor My Lied, waarin hij ook samen speelde met Min Shaw en Lindie Roux. De liedjes van deze film bezorgden Korsten een gouden plaat. Na Hoor My Lied volgden nog drie films:
- Lied in My Hart met Mitsi Stander, Min Shaw en Nellie du Toit (1969)
- A New Life met Leonore Veenemans (1970)
- Lokval in Venesië met Dianne Ridler (1972)

Korsten ontving uiteindelijk negen gouden platen. Tijdens zijn loopbaan, die 40 jaar duurde, nam hij meer dan 58 albums op. Hij ontving hiervoor zes Sarie-toekennings en in 1979 een Artes-toekenning voor zijn tv-programma Gé Sing. Ook speelde Korsten de rol van Walt Vorster in de soapserie Egoli: Plek van Goud. In 1985 werd hij als hoofddirecteur van de Kaaplandse Raad voor Uitvoerende Kunst Kruik in Kaapstad aangesteld en hij bekleedde die post tot 1989. Aan het eind van zijn leven leed hij vermoedelijk aan kanker en in 1999 pleegde hij zelfmoord. Korsten liet zijn vrouw, Elna Burger, en vijf kinderen na.
Korsten werd op 3 mei 2008 tijdens de 14de uitreiking van de Suid-Afrikaanse Musiektoekennings vereerd voor zijn gehele oeuvre.

## Discografie
De albums van Gé Korsten:
- Diamante Versameling - 3CD Super Boksie, 2010 EMI
- Love Songs 2CD, 2008 GALLO
- Afrikaanse Goue Stemme, 2008 EMI
- Rina & Gé / Gé se 20 Treffers 2CD, 2005 EMI
- Die Onvergeetlike, 2005
- Gé se 20 Treffers, 2004 DECIBEL/EMI
- Die Vergete Opnames, 2004 EMI
- Naby My / Sailing, 2001 DECIBEL/EMI
- Memory, 2001 EMI
- The Heart And Soul Of Gé Korsten, GALLO
- Sacred Songs / Gewyde Liedere, DECIBEL/EMI
- Rina & Gé, 1993 DECIBEL
- Grootste Treffers, MUSIC FOR PLEASURE
- Sacred Songs, GALLO
- Memory LP, 1982
- Eendag LP, 1981 EMI
- Bly By My Heer LP/CD, 1980 MUSIC FOR PLEASURE/GALLO
- Gé & Susanne, MUSIC FOR PLEASURE/GALLO
- Jerusalem en ander treffers LP, MUSIC FOR PLEASURE
- Huistoe LP/CD, 1979 GALLO
- Thank You for The Music, MUSIC FOR PLEASURE/ GALLO
- Gé sing: TV Treffers LP/CD, 1978 MUSIC FOR PLEASURE/GALLO
- Hier Is ´n Mens, GALLO
- Sonder Jou LP/CD, 1976 MUSIC FOR PLEASURE/BRIGADIERS/EMI
- Touch The Wind LP, 1974 BRIGADIERS/EMI
- Liefling LP/CD, 1972 BRIGADIERS/GALLO
- A New Life LP/CD, 1970 BRIGADIERS/GALLO
- Die Hartseerwals, GALLO
- Soet Herinnering, GALLO
- In My Seemanshart, GALLO
- vetseunKOOP/BUY
- Lied In My Hart klankbaan LP (film) KAVALIER FILMS/PRIMEDIA, 1969 BRIGADIERS
- Lili Marlene LP/CD, 1969 BRIGADIERS/GALLO
- The Student Prince, GALLO
- Sing, Seeman, Sing LP/CD, 1972 BRIGADIERS/GALLO
- Mag Die Heer U Seën LP/CD, BRIGADIERS/GALLO
- Op Toer/On Tour LP/CD, 1976 BRIGADIERS/GALLO
- Cara Mia LP, BRIGADIERS
- Night Of Love LP/CD, 1968 BRIGADIERS/GALLO
- Seeman LP/CD, BRIGADIERS/GALLO
- Sing Out LP/CD, BRIGADIERS/GALLO
- Always LP/CD, 1967 BRIGADIERS/GALLO
- Hits from Hear My Song / Treffers uit Hoor My Lied LP/CD/DVD
- Kruger Miljoene & Kavaliers CD, 1967 BRIGADIERS/GALLO
- Kruger Miljoene & Kavaliers LP, 1967 BRIGADIERS
- Sweethearts LP/CD, 1967 BRIGADIERS/GALLO
- Born To Sing, BRIGADIERS/GALLO
- Sing Erika LP/CD, FAK PLATEKLUB/GALLO
- Granada LP/CD, 1966 BRIGADIERS/GALLO
- Sing Uit Die Hart LP/CD, 1965/1988 TEAL/BRIGADIERS/GALLO
- Lieflike Droom LP, 1973 BRIGADIERS/EMI
- In The Cango Caves / In Die Kango-Grotte LP, 1971 BRIGADIERS/EMI
- Sing, Seeman, Sing LP/CD, 1969 MUSIC FOR PLEASURE/EMI/GALLO
- On Tour LP, 1964 BRIGADIERS[1]

## Filmografie
Films, waarin Korsten speelde:
- Kruger Miljoene, 1967
- Hoor My Lied, 1967
- Lied in My Hart. 1969
- A New Life, 1970
- Lokval in Venesië, 1972
- Netnou hoor die kinders, 1977[2]